# الثالوث والمنتحبة الصوفية
الثالوث والمنتحبة الصوفية (بالإنجليزية: The Trinity and Mystic Pietà)‏ هي لوحة زيتية رُسمت على خشب بلوط، بريشة الألماني هانز بالدونغ. أُنتجت عام 1512م.

## لوحة
اللوحة تُظهر الله الأب وهو يساند ابنه يسوع، ويظهر الروح القدس فوقهم بهيئة حمامة، وقد انضم إلى الثالوث باكيان هُما مريم العذراء ويوحنا بن زبدي. كان إدراج الله وهو يدعم ابنه المصلوب في الصورة شائعًا أواخر القرن الرابع عشر وأوائل الخامس عشر، ولكنه نادر الحدوث في تاريخ الفن. تحت هؤلاء الشخصيات المقدسة سلسة من الأفراد الصغر، الذين يفترض مؤرخو الفن أنهم الأسرة التي كلَّفت الرسام إنتاج اللوحة، ويُحتمل أنهم عائلة روثتشيلد وبتشولد نظرًا لشعر النبالة في الزواية السفلى من اللوحة. غالبًا ما كانت الجهات المانحة تصور خلال العصور الوسطى في هيئة أصغر من الشخصيات المقدسة، من أجل تأكيد الفرق بينهم.
استحوذ المتحف الوطني في لندن على هذه اللوحة سنة 1894.